# Bernhard von der Schulenburg-Altenhausen
Bernhard August Graf von der Schulenburg-Altenhausen (* 1. Mai 1809 in Altenhausen; † 17. September 1872 in Elster) war ein deutscher Rittergutsbesitzer, Verwaltungsbeamter und Politiker.

## Leben

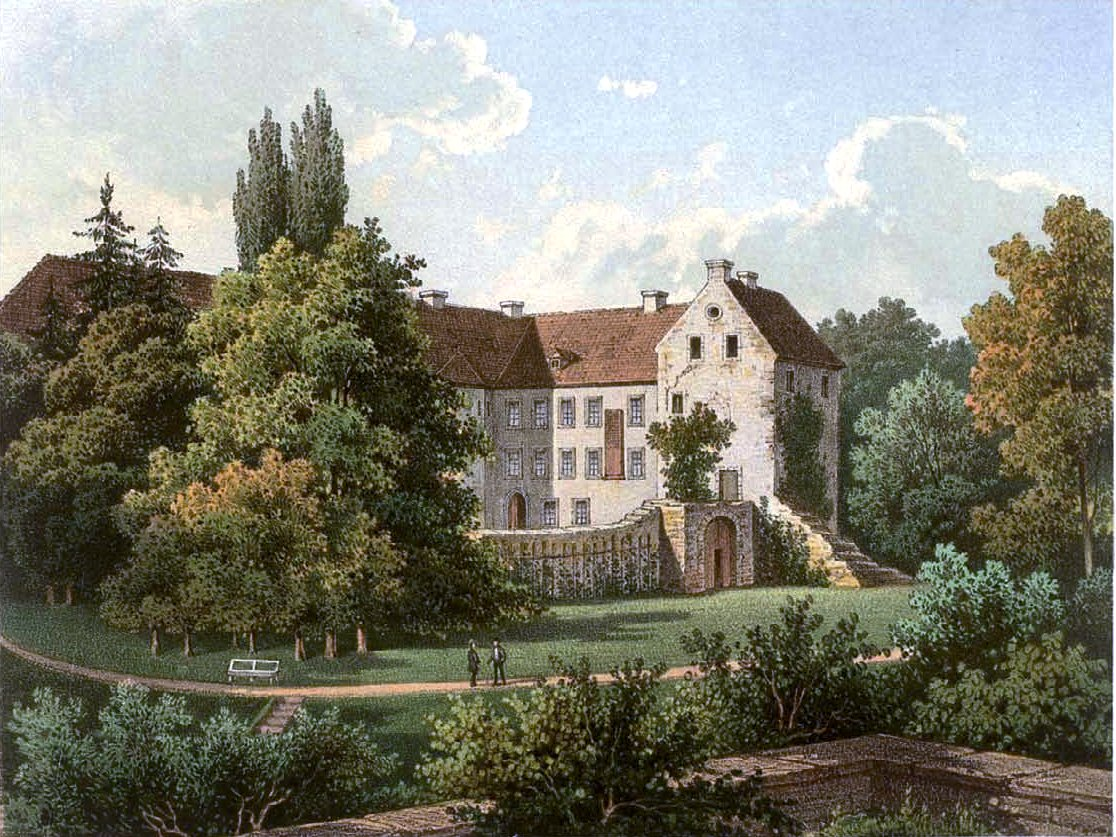
Schloss Altenhausen, Sachsen-Anhalt

Bernhard von der Schulenburg studierte an der Ruprecht-Karls-Universität Heidelberg und der Georg-August-Universität Göttingen. 1830 wurde er Mitglied des Corps Saxo-Borussia Heidelberg. 1832 schloss er sich dem Corps Lunaburgia Göttingen an. Von 1851 bis 1855 war er Landrat des Landkreises Neuhaldensleben. Von der Schulenburg war Mitbesitzer der Lehnsgüter Altenhausen und Ivenrode. Er war Kreisdeputierter und lebte bis zu seinem Tod auf Schloss Altenhausen.
Von 1852 bis 1858 vertrat er als Abgeordneter den Wahlkreis Magdeburg 5 im Preußischen Abgeordnetenhaus. In der 3. Legislaturperiode gehörte er der Fraktion Graf Schlieffen und in der 4. Legislaturperiode der Fraktion von Gerlach an.